# Problemski šah
Problemski šah je samostalni oblik šahovske djelatnosti, koji je nastao proširenjem šahovske igre u idejnom i konstruktivnom smjeru, a kojemu je osnovni element šahovski problem. Šahovski problem je kompozicija s ugrađenim rješenjem, koja elementima šaha izražava svoju ideju po specifičnim pravilima. Josip Varga u svojoj knjizi "Bajke na šahovskoj ploči" (Zagreb, 1992.) piše: "Opširna je teorija problemskog šaha, ali se ukratko može reći da šahovski problem mora zadovoljiti ove kriterije - šahovska pravila, estetski sud, načelo ekonomije i zanimljivost zagonetke." Šahovski problem nije nastao iz šahovske partije, već je to umjetno stvorena pozicija jednog ili više autora. Vrlo rijetko je inspiracija za šahovski problem pronađena u šahovskoj partiji. Unatoč tome, pozicija problema je legalna, jer za nju postoji dokazna partija. Ako nije tako, problem je nekorektan. Najvažniji aspekt šahovskog problema je njegova tema, odnosno ideja koju je autor problema htio prikazati. Važna stvar koja se traži od šahovskog problema je originalnost: problem bi trebao demonstrirati neku novu ili barem donekle novu ideju.
Šahovski problem je vrsta zadatka koga čine: pozicija (obično predstavljena šahovskim dijagramom),  stipulacija odnosno uvjet zadatka koji se postavlja pred rješavača (npr. mat u 2 poteza) i (jedno ili više) rješenje. Primenjuju se uobičajena pravila šaha, osim ako nije posebno naglašena izmjena nekih pravila.
Svaki šahovski problem mora zadovoljiti osnovne principe predviđene Kodeksom problemskog šaha (legalnost (pozicija bi trebala biti dostižna nekim nizom legalnih poteza, najčešće besmislenim sa šahovskog stajališta, iz početne šahovske pozicije), jedinstvenost  (pojednostavljeno to znači da postoji jedinstveni potezi bijelog, a bijeli je uobičajeno strana koja treba postići zadanu stipulaciju, kojima se dolazi do rješenja – moguće je, i često, da crni ima više obrana, ali potezi bijelog trebaju biti jednistveni), ekonomija materijala (na ploči bi trebale biti samo one figure koje su nužne za ostvarivanje ideje autora), ekonomija igre (problem bi se trebao sastojati većinom od tematskih poteza),  ekonomija vremena  (ako je ideju moguće demonstrirati u dva poteza, ne treba upotrijebiti više od dva)...).
Problemski šah kao disciplina dijeli se na šahovsku kompoziciju (sastavljanje problema) i rješavanje. 
Nenad Petrović je autor prvog Kodeksa za šahovsku kompoziciju (Piranski kongres 1958.) te je organizirao prvi svjetski kongres problemista 1958. godine u Piranu (Slovenija). Ti se kongresi od tada održavaju redovito svake godine u raznim državama.
Nenad Petrović je pokrenuo i realizirao prvih 13 svezaka Albuma FIDE (kolekcija odabranih šahovskih problema koju izdaje WFCC (prije PCCC) svake tri godine) što je danas najvažnija publikacija u svijetu problemskog šaha. Također je bio jedan od osnivača PCCC-a.
4. siječnja je Međunarodni dan šahovske kompozicije koji je uvela Svjetska federacija za problemski šah (WFCC) kao uspomenu na 4. siječnja 1869., kada je u tadašnjem češkom časopisu Svetozor objavljen članak o problemskom šahu koji se smatra jednim od prvih izvora gdje je šahovska kompozicija prikazana kao posebna vrsta umjetnosti. Članak je objavio osnivač takozvane “bohemske” ili “češke” škole šahovske kompozicije.
|   | a                                                                                                  | b                                                                                                  | c                                                                                                  | d                                                                                                  | e                                                                                                  | f                                                                                                  | g                                                                                                  | h                                                                                                  |   |
| 8 | b7 white queen · d7 white king · h7 black knight · b6 white bishop · b5 black king · b2 white pawn | b7 white queen · d7 white king · h7 black knight · b6 white bishop · b5 black king · b2 white pawn | b7 white queen · d7 white king · h7 black knight · b6 white bishop · b5 black king · b2 white pawn | b7 white queen · d7 white king · h7 black knight · b6 white bishop · b5 black king · b2 white pawn | b7 white queen · d7 white king · h7 black knight · b6 white bishop · b5 black king · b2 white pawn | b7 white queen · d7 white king · h7 black knight · b6 white bishop · b5 black king · b2 white pawn | b7 white queen · d7 white king · h7 black knight · b6 white bishop · b5 black king · b2 white pawn | b7 white queen · d7 white king · h7 black knight · b6 white bishop · b5 black king · b2 white pawn | 8 |
| 7 | b7 white queen · d7 white king · h7 black knight · b6 white bishop · b5 black king · b2 white pawn | b7 white queen · d7 white king · h7 black knight · b6 white bishop · b5 black king · b2 white pawn | b7 white queen · d7 white king · h7 black knight · b6 white bishop · b5 black king · b2 white pawn | b7 white queen · d7 white king · h7 black knight · b6 white bishop · b5 black king · b2 white pawn | b7 white queen · d7 white king · h7 black knight · b6 white bishop · b5 black king · b2 white pawn | b7 white queen · d7 white king · h7 black knight · b6 white bishop · b5 black king · b2 white pawn | b7 white queen · d7 white king · h7 black knight · b6 white bishop · b5 black king · b2 white pawn | b7 white queen · d7 white king · h7 black knight · b6 white bishop · b5 black king · b2 white pawn | 7 |
| 6 | b7 white queen · d7 white king · h7 black knight · b6 white bishop · b5 black king · b2 white pawn | b7 white queen · d7 white king · h7 black knight · b6 white bishop · b5 black king · b2 white pawn | b7 white queen · d7 white king · h7 black knight · b6 white bishop · b5 black king · b2 white pawn | b7 white queen · d7 white king · h7 black knight · b6 white bishop · b5 black king · b2 white pawn | b7 white queen · d7 white king · h7 black knight · b6 white bishop · b5 black king · b2 white pawn | b7 white queen · d7 white king · h7 black knight · b6 white bishop · b5 black king · b2 white pawn | b7 white queen · d7 white king · h7 black knight · b6 white bishop · b5 black king · b2 white pawn | b7 white queen · d7 white king · h7 black knight · b6 white bishop · b5 black king · b2 white pawn | 6 |
| 5 | b7 white queen · d7 white king · h7 black knight · b6 white bishop · b5 black king · b2 white pawn | b7 white queen · d7 white king · h7 black knight · b6 white bishop · b5 black king · b2 white pawn | b7 white queen · d7 white king · h7 black knight · b6 white bishop · b5 black king · b2 white pawn | b7 white queen · d7 white king · h7 black knight · b6 white bishop · b5 black king · b2 white pawn | b7 white queen · d7 white king · h7 black knight · b6 white bishop · b5 black king · b2 white pawn | b7 white queen · d7 white king · h7 black knight · b6 white bishop · b5 black king · b2 white pawn | b7 white queen · d7 white king · h7 black knight · b6 white bishop · b5 black king · b2 white pawn | b7 white queen · d7 white king · h7 black knight · b6 white bishop · b5 black king · b2 white pawn | 5 |
| 4 | b7 white queen · d7 white king · h7 black knight · b6 white bishop · b5 black king · b2 white pawn | b7 white queen · d7 white king · h7 black knight · b6 white bishop · b5 black king · b2 white pawn | b7 white queen · d7 white king · h7 black knight · b6 white bishop · b5 black king · b2 white pawn | b7 white queen · d7 white king · h7 black knight · b6 white bishop · b5 black king · b2 white pawn | b7 white queen · d7 white king · h7 black knight · b6 white bishop · b5 black king · b2 white pawn | b7 white queen · d7 white king · h7 black knight · b6 white bishop · b5 black king · b2 white pawn | b7 white queen · d7 white king · h7 black knight · b6 white bishop · b5 black king · b2 white pawn | b7 white queen · d7 white king · h7 black knight · b6 white bishop · b5 black king · b2 white pawn | 4 |
| 3 | b7 white queen · d7 white king · h7 black knight · b6 white bishop · b5 black king · b2 white pawn | b7 white queen · d7 white king · h7 black knight · b6 white bishop · b5 black king · b2 white pawn | b7 white queen · d7 white king · h7 black knight · b6 white bishop · b5 black king · b2 white pawn | b7 white queen · d7 white king · h7 black knight · b6 white bishop · b5 black king · b2 white pawn | b7 white queen · d7 white king · h7 black knight · b6 white bishop · b5 black king · b2 white pawn | b7 white queen · d7 white king · h7 black knight · b6 white bishop · b5 black king · b2 white pawn | b7 white queen · d7 white king · h7 black knight · b6 white bishop · b5 black king · b2 white pawn | b7 white queen · d7 white king · h7 black knight · b6 white bishop · b5 black king · b2 white pawn | 3 |
| 2 | b7 white queen · d7 white king · h7 black knight · b6 white bishop · b5 black king · b2 white pawn | b7 white queen · d7 white king · h7 black knight · b6 white bishop · b5 black king · b2 white pawn | b7 white queen · d7 white king · h7 black knight · b6 white bishop · b5 black king · b2 white pawn | b7 white queen · d7 white king · h7 black knight · b6 white bishop · b5 black king · b2 white pawn | b7 white queen · d7 white king · h7 black knight · b6 white bishop · b5 black king · b2 white pawn | b7 white queen · d7 white king · h7 black knight · b6 white bishop · b5 black king · b2 white pawn | b7 white queen · d7 white king · h7 black knight · b6 white bishop · b5 black king · b2 white pawn | b7 white queen · d7 white king · h7 black knight · b6 white bishop · b5 black king · b2 white pawn | 2 |
| 1 | b7 white queen · d7 white king · h7 black knight · b6 white bishop · b5 black king · b2 white pawn | b7 white queen · d7 white king · h7 black knight · b6 white bishop · b5 black king · b2 white pawn | b7 white queen · d7 white king · h7 black knight · b6 white bishop · b5 black king · b2 white pawn | b7 white queen · d7 white king · h7 black knight · b6 white bishop · b5 black king · b2 white pawn | b7 white queen · d7 white king · h7 black knight · b6 white bishop · b5 black king · b2 white pawn | b7 white queen · d7 white king · h7 black knight · b6 white bishop · b5 black king · b2 white pawn | b7 white queen · d7 white king · h7 black knight · b6 white bishop · b5 black king · b2 white pawn | b7 white queen · d7 white king · h7 black knight · b6 white bishop · b5 black king · b2 white pawn | 1 |
|   | a                                                                                                  | b                                                                                                  | c                                                                                                  | d                                                                                                  | e                                                                                                  | f                                                                                                  | g                                                                                                  | h                                                                                                  |   |

## Vrste problema
Postoje brojni tipovi šahovskih problema. Osnovna podjela je u dvije velike grupe:

### Ortodoksni
Ortodoksni problemi temelje se na pravilima šahovske igre i dijele se u (direktne) matne zadaće i studije.
- direktni matovi: su ortodoksni problemi s uvjetom da bijeli igra prvi i matira crnog u određenom broju poteza protiv bilo koje obrane. To se često navodi kao "mat u n", gdje je n broj poteza do kada crni mora biti matiran. Na natjecanjima u komponiranju i rješavanju, direktni matovi se dijele u tri klase:
  - dvopotezi: Bijeli igra i matira crnog u dva poteza, na svaku obranu. U jednom ortodoksnom dvopoteznom problemu je sljedeći redoslijed poteza:

1. bijeli počinje; crni
2. bijeli daje mat.
- tropotezi: Bijeli igra i matira crnog u ne više od tri poteza, bez obzira na obranu crnog.
- višepotezi: Bijeli igra i matira crnog najkasnije u n poteza protiv bilo koje obrane, gdje je n konkretan broj veći od 3.

- studije: su ortodoksni problemi s uvjetom da bijeli matira ili bijeli remizira. To su komponirani šahovski problemi, ali zbog uvjeta koji je otvorenog tipa (pobjeda ili remi nije ograničen konkretnim brojem poteza), često se posebno izdvajaju i predstavljaju kao kompozicije bliske zagonetkama koje su od interesa za praktični šah. Studije često unapređuju teoriju šahovskih završnica (gotovo sve studije su pozicije iz završnice), ali opet, nema jasne linije razdvajanja tih oblika.

### Heterodoksni
Ovi se problemi samo djelomično temelje na pravilima šahovske igre.
- samomat: Bijeli na potezu sili crnoga, da ga (bijeloga) matira u zadanom broju poteza, a crni to pod svaku cijenu želi izbjeći. U samomatovima onaj tko "izgubi partiju" pobjeđuje. Ovu vrstu problema nazivaju i samoubilački šah. U jednom dvopoteznom samomatu je sljedeći redoslijed poteza:

1. bijeli počinje; crni
2. bijeli;  crni daje mat.
- pomoćni mat: Crni na potezu pomaže bijelome, da ga (crnoga) matira u zadanom broju poteza. U šahovskom rječniku, crni treba igrati "najgore" moguće poteze, odnosno one koji najbrže vode matiranju njegovog kralja (naravno, u suradnji s točno određenim potezima bijelog). Radi toga ove probleme nazivaju i izdajnički šah. U jednom dvopoteznom pomoćnom matu je sljedeći redoslijed poteza:

1. crni počinje; bijeli
2. crni; bijeli daje mat.
- pomoćni samomat: bijeli vuče i surađuje s crnim s ciljem dobivanja samomatne pozicije u 1 potezu
- refleksni mat: oblik samomata s dodatnim uvjetom da bilo koji igrač mora matirati protivnika ako je to u stanju učiniti (kad ovaj uvjet važi samo za crnog, onda se radi o polurefleksnom matu)
- serijski problemi: Jedan igrač vuče niz poteza bez odgovora od drugog kako bi postigao zadani cilj. Šah se može dati samo u posljednjem potezu.
  - serijski mat: direktni mat u kojem bijeli igra niz poteza bez odgovora crnog i matira crnog
  - serijski pomoćni mat: pomoćni mat u kojem crni igra niz poteza bez odgovora bijelog nakon čega bijeli igra 1 potez kojim matira crnog
  - serijski samomat: samomat u kojem bijeli igra niz poteza koji dovode do pozicije u kojoj je crni prisiljen matirati
  - serijski refleksni mat: refleksni mat u kojem bijeli igra niz poteza koji dovode do pozicije u kojoj crni može, a samim time i mora matirati.

U svim dosad navedenim vrstama problema (i ortodoksnim i heterodoksnim) za rokadu se pretpostavlja da je dozvoljena osim ako se retrogradnom analizom može dokazati da su se kralj ili dotični top prethodno pomicali. S druge strane, za uzimanje en passant-a smatra se da nije legalno osim ako se može dokazati da se dotični pješak morao pomaknuti 2 polja odjednom u prethodnom potezu.
- problemi šaha s novim figurama i promijenjenim uvjetima:
- vilinski problemi:
  - uvjetni problemi - najveća skupina vilinskih problema
    - problemi, gdje samo jedna ili više označenih figura može vući, odnosno dati mat.
    - problemi, gdje obje stranke čine naizmjenično po dva poteza. (tzv. „Marsejski šah“)
    - problemi, gdje bijeli iznuđuje mat svoga vlastitoga kralja. Ovi problemi nose ime „sam-mati“.
    - problemi gdje bijeli iznuđuje pat protivničkog ili svoga vlastitog kralja „sam-pati“.
    - refleksni matovi, tj. problemi gdje obje strane nastoje svoga kralja matirati. (To je dakle prelazni oblik od običnog problema ka sam-matu).
    - pomoćni matovi, tj. problemi gdje crni pomaže bijelome, da ga matira.
    - maksimaši, tj. problemi gdje jedna od strana mora uvijek učiniti geometrijski najduži potez.
    - problemi bez šaha, problemi u kojima se, s izuzetkom matnog poteza, ne smije davati šah (eng. Checkless Chess, njem. Ohne-Schach).
- retrogradna analiza ili problemi retrogradne analize, često se nazivaju retroproblemi: problemi koji rješavaču obično predstavljaju neku poziciju i pitanje. Kako bi odgovorio na to pitanje, rješavač mora razraditi povijest pozicije, tj. mora raditi unazad od dane pozicije do jednog ili više poteza koji su prethodno odigrani. U jednom ovakvom problemu, npr. može biti dana neka pozicija i pitanje poput "Koji je bio posljednji potez bijelog?" ili "Je li se lovac na c1 pomicao?", "Je li crni skakač promoviran?", "Može li se bijeli rokirati?" itd. Retrogradna analiza nekad se može zahtijevati i u konvencionalnijim problemima, poput direktnih matova, kako bi se odredilo npr. je li moguće uzimanje en passant-a ili rokada.
  - najkraća dokazna partija: najvažnija vrsta retroproblema. Rješavaču je dana pozicija i on mora konstruirati partiju, počevši od normalnog početnog položaja figura, koja se završava tom pozicijom. Bijeli i crni surađuju kako bi se došlo do te pozicije, ali svi potezi moraju biti legalni. Obično je zadan i broj poteza u kojem se mora postići dotična pozicija, iako je zadatak nekad, jednostavno, da se do pozicije dođe u najmanjem mogućem broju poteza.
- konstrukcijski zadaci: ovdje se ne daje nikakav dijagram; umjesto toga cilj je konstruirati partiju s određenim karakteristikama. Npr. "Konstruiraj partiju koja se završava tako što crni matira otkrivenim šah-matom u 4. potezu" ili "Konstruiraj partiju u kojoj crni b-pješak matira u 4. potezu". Neki zadaci ove vrste traže maksimalan ili minimalan broj efekata određenog tipa, npr., partiju s maksimalnim mogućim brojem uzastopnih otkrivenih šahova ili poziciju pri kojoj svih 16 figura kontrolira (tj. napada) minimalni broj polja. Posebna klasa jesu partije jedinstveno određene njihovim posljednjim potezom.
- matematički problemi: problemi izraženi pomoću geometrije i šahovskih figura. Jedan takav problem je Skakačev put, u kojem treba odrediti putanju skakača pri kojoj skakač posjeti svako polje na tabli točno jedanput. Drugi primjer je Problem osam dama, u kojem na tablu treba postaviti 8 dama, ali tako da nijedna ne napada nijednu drugu. Identičan problem, ali s drugom figurom je Problem osam topova. Treći primjer je legenda o šahovskoj tabli i zrnima pšenice.

Također šahovski problemi mogu se ograničiti na neku varijantu šaha (npr. problemi patrolnog šaha) ili na neku temu (Lacny, Grimshaw, Novotny, Excelsior..).
Postoje i tzv. šaljivi šahovski problemi. To su problemi koji koriste humor kao primarni ili sekundarni element. U njima najčešće postoji neki obrat: kompozitor spriječi rješavača da do rješenja dođe tipičnom analizom ili je konačna pozicija vrlo neobična... Za razliku od običnih šahovskih problema ovi problemi mogu uključivati rješenja koja krše unutrašnju logiku ili pravila igre.
Nenad Petrović je 1947. sastavio kompoziciju, koja se sastoji od 18 figura, s najvećim brojem različitih matova u jednom potezu (105); (dijagram desno). Kasnije je taj broj izjednačio Anthony Stewart Mackay Dickens koristeći, izuzev crnog pješaka, istih 17 figura u rasporedu vrlo sličnom onome u Petrovićevoj kompoziciji.
|   | a | b | c | d | e | f | g | h |   |
| 8 | b8 white bishop · d8 white queen · f8 white queen · c7 white rook · a6 black pawn · b6 white queen · g6 white queen · h6 white knight · a5 white rook · b5 white bishop · e5 black king · b4 white queen · h4 white queen · a3 white knight · f3 white queen · a2 white king · d2 white queen · g1 white queen | b8 white bishop · d8 white queen · f8 white queen · c7 white rook · a6 black pawn · b6 white queen · g6 white queen · h6 white knight · a5 white rook · b5 white bishop · e5 black king · b4 white queen · h4 white queen · a3 white knight · f3 white queen · a2 white king · d2 white queen · g1 white queen | b8 white bishop · d8 white queen · f8 white queen · c7 white rook · a6 black pawn · b6 white queen · g6 white queen · h6 white knight · a5 white rook · b5 white bishop · e5 black king · b4 white queen · h4 white queen · a3 white knight · f3 white queen · a2 white king · d2 white queen · g1 white queen | b8 white bishop · d8 white queen · f8 white queen · c7 white rook · a6 black pawn · b6 white queen · g6 white queen · h6 white knight · a5 white rook · b5 white bishop · e5 black king · b4 white queen · h4 white queen · a3 white knight · f3 white queen · a2 white king · d2 white queen · g1 white queen | b8 white bishop · d8 white queen · f8 white queen · c7 white rook · a6 black pawn · b6 white queen · g6 white queen · h6 white knight · a5 white rook · b5 white bishop · e5 black king · b4 white queen · h4 white queen · a3 white knight · f3 white queen · a2 white king · d2 white queen · g1 white queen | b8 white bishop · d8 white queen · f8 white queen · c7 white rook · a6 black pawn · b6 white queen · g6 white queen · h6 white knight · a5 white rook · b5 white bishop · e5 black king · b4 white queen · h4 white queen · a3 white knight · f3 white queen · a2 white king · d2 white queen · g1 white queen | b8 white bishop · d8 white queen · f8 white queen · c7 white rook · a6 black pawn · b6 white queen · g6 white queen · h6 white knight · a5 white rook · b5 white bishop · e5 black king · b4 white queen · h4 white queen · a3 white knight · f3 white queen · a2 white king · d2 white queen · g1 white queen | b8 white bishop · d8 white queen · f8 white queen · c7 white rook · a6 black pawn · b6 white queen · g6 white queen · h6 white knight · a5 white rook · b5 white bishop · e5 black king · b4 white queen · h4 white queen · a3 white knight · f3 white queen · a2 white king · d2 white queen · g1 white queen | 8 |
| 7 | b8 white bishop · d8 white queen · f8 white queen · c7 white rook · a6 black pawn · b6 white queen · g6 white queen · h6 white knight · a5 white rook · b5 white bishop · e5 black king · b4 white queen · h4 white queen · a3 white knight · f3 white queen · a2 white king · d2 white queen · g1 white queen | b8 white bishop · d8 white queen · f8 white queen · c7 white rook · a6 black pawn · b6 white queen · g6 white queen · h6 white knight · a5 white rook · b5 white bishop · e5 black king · b4 white queen · h4 white queen · a3 white knight · f3 white queen · a2 white king · d2 white queen · g1 white queen | b8 white bishop · d8 white queen · f8 white queen · c7 white rook · a6 black pawn · b6 white queen · g6 white queen · h6 white knight · a5 white rook · b5 white bishop · e5 black king · b4 white queen · h4 white queen · a3 white knight · f3 white queen · a2 white king · d2 white queen · g1 white queen | b8 white bishop · d8 white queen · f8 white queen · c7 white rook · a6 black pawn · b6 white queen · g6 white queen · h6 white knight · a5 white rook · b5 white bishop · e5 black king · b4 white queen · h4 white queen · a3 white knight · f3 white queen · a2 white king · d2 white queen · g1 white queen | b8 white bishop · d8 white queen · f8 white queen · c7 white rook · a6 black pawn · b6 white queen · g6 white queen · h6 white knight · a5 white rook · b5 white bishop · e5 black king · b4 white queen · h4 white queen · a3 white knight · f3 white queen · a2 white king · d2 white queen · g1 white queen | b8 white bishop · d8 white queen · f8 white queen · c7 white rook · a6 black pawn · b6 white queen · g6 white queen · h6 white knight · a5 white rook · b5 white bishop · e5 black king · b4 white queen · h4 white queen · a3 white knight · f3 white queen · a2 white king · d2 white queen · g1 white queen | b8 white bishop · d8 white queen · f8 white queen · c7 white rook · a6 black pawn · b6 white queen · g6 white queen · h6 white knight · a5 white rook · b5 white bishop · e5 black king · b4 white queen · h4 white queen · a3 white knight · f3 white queen · a2 white king · d2 white queen · g1 white queen | b8 white bishop · d8 white queen · f8 white queen · c7 white rook · a6 black pawn · b6 white queen · g6 white queen · h6 white knight · a5 white rook · b5 white bishop · e5 black king · b4 white queen · h4 white queen · a3 white knight · f3 white queen · a2 white king · d2 white queen · g1 white queen | 7 |
| 6 | b8 white bishop · d8 white queen · f8 white queen · c7 white rook · a6 black pawn · b6 white queen · g6 white queen · h6 white knight · a5 white rook · b5 white bishop · e5 black king · b4 white queen · h4 white queen · a3 white knight · f3 white queen · a2 white king · d2 white queen · g1 white queen | b8 white bishop · d8 white queen · f8 white queen · c7 white rook · a6 black pawn · b6 white queen · g6 white queen · h6 white knight · a5 white rook · b5 white bishop · e5 black king · b4 white queen · h4 white queen · a3 white knight · f3 white queen · a2 white king · d2 white queen · g1 white queen | b8 white bishop · d8 white queen · f8 white queen · c7 white rook · a6 black pawn · b6 white queen · g6 white queen · h6 white knight · a5 white rook · b5 white bishop · e5 black king · b4 white queen · h4 white queen · a3 white knight · f3 white queen · a2 white king · d2 white queen · g1 white queen | b8 white bishop · d8 white queen · f8 white queen · c7 white rook · a6 black pawn · b6 white queen · g6 white queen · h6 white knight · a5 white rook · b5 white bishop · e5 black king · b4 white queen · h4 white queen · a3 white knight · f3 white queen · a2 white king · d2 white queen · g1 white queen | b8 white bishop · d8 white queen · f8 white queen · c7 white rook · a6 black pawn · b6 white queen · g6 white queen · h6 white knight · a5 white rook · b5 white bishop · e5 black king · b4 white queen · h4 white queen · a3 white knight · f3 white queen · a2 white king · d2 white queen · g1 white queen | b8 white bishop · d8 white queen · f8 white queen · c7 white rook · a6 black pawn · b6 white queen · g6 white queen · h6 white knight · a5 white rook · b5 white bishop · e5 black king · b4 white queen · h4 white queen · a3 white knight · f3 white queen · a2 white king · d2 white queen · g1 white queen | b8 white bishop · d8 white queen · f8 white queen · c7 white rook · a6 black pawn · b6 white queen · g6 white queen · h6 white knight · a5 white rook · b5 white bishop · e5 black king · b4 white queen · h4 white queen · a3 white knight · f3 white queen · a2 white king · d2 white queen · g1 white queen | b8 white bishop · d8 white queen · f8 white queen · c7 white rook · a6 black pawn · b6 white queen · g6 white queen · h6 white knight · a5 white rook · b5 white bishop · e5 black king · b4 white queen · h4 white queen · a3 white knight · f3 white queen · a2 white king · d2 white queen · g1 white queen | 6 |
| 5 | b8 white bishop · d8 white queen · f8 white queen · c7 white rook · a6 black pawn · b6 white queen · g6 white queen · h6 white knight · a5 white rook · b5 white bishop · e5 black king · b4 white queen · h4 white queen · a3 white knight · f3 white queen · a2 white king · d2 white queen · g1 white queen | b8 white bishop · d8 white queen · f8 white queen · c7 white rook · a6 black pawn · b6 white queen · g6 white queen · h6 white knight · a5 white rook · b5 white bishop · e5 black king · b4 white queen · h4 white queen · a3 white knight · f3 white queen · a2 white king · d2 white queen · g1 white queen | b8 white bishop · d8 white queen · f8 white queen · c7 white rook · a6 black pawn · b6 white queen · g6 white queen · h6 white knight · a5 white rook · b5 white bishop · e5 black king · b4 white queen · h4 white queen · a3 white knight · f3 white queen · a2 white king · d2 white queen · g1 white queen | b8 white bishop · d8 white queen · f8 white queen · c7 white rook · a6 black pawn · b6 white queen · g6 white queen · h6 white knight · a5 white rook · b5 white bishop · e5 black king · b4 white queen · h4 white queen · a3 white knight · f3 white queen · a2 white king · d2 white queen · g1 white queen | b8 white bishop · d8 white queen · f8 white queen · c7 white rook · a6 black pawn · b6 white queen · g6 white queen · h6 white knight · a5 white rook · b5 white bishop · e5 black king · b4 white queen · h4 white queen · a3 white knight · f3 white queen · a2 white king · d2 white queen · g1 white queen | b8 white bishop · d8 white queen · f8 white queen · c7 white rook · a6 black pawn · b6 white queen · g6 white queen · h6 white knight · a5 white rook · b5 white bishop · e5 black king · b4 white queen · h4 white queen · a3 white knight · f3 white queen · a2 white king · d2 white queen · g1 white queen | b8 white bishop · d8 white queen · f8 white queen · c7 white rook · a6 black pawn · b6 white queen · g6 white queen · h6 white knight · a5 white rook · b5 white bishop · e5 black king · b4 white queen · h4 white queen · a3 white knight · f3 white queen · a2 white king · d2 white queen · g1 white queen | b8 white bishop · d8 white queen · f8 white queen · c7 white rook · a6 black pawn · b6 white queen · g6 white queen · h6 white knight · a5 white rook · b5 white bishop · e5 black king · b4 white queen · h4 white queen · a3 white knight · f3 white queen · a2 white king · d2 white queen · g1 white queen | 5 |
| 4 | b8 white bishop · d8 white queen · f8 white queen · c7 white rook · a6 black pawn · b6 white queen · g6 white queen · h6 white knight · a5 white rook · b5 white bishop · e5 black king · b4 white queen · h4 white queen · a3 white knight · f3 white queen · a2 white king · d2 white queen · g1 white queen | b8 white bishop · d8 white queen · f8 white queen · c7 white rook · a6 black pawn · b6 white queen · g6 white queen · h6 white knight · a5 white rook · b5 white bishop · e5 black king · b4 white queen · h4 white queen · a3 white knight · f3 white queen · a2 white king · d2 white queen · g1 white queen | b8 white bishop · d8 white queen · f8 white queen · c7 white rook · a6 black pawn · b6 white queen · g6 white queen · h6 white knight · a5 white rook · b5 white bishop · e5 black king · b4 white queen · h4 white queen · a3 white knight · f3 white queen · a2 white king · d2 white queen · g1 white queen | b8 white bishop · d8 white queen · f8 white queen · c7 white rook · a6 black pawn · b6 white queen · g6 white queen · h6 white knight · a5 white rook · b5 white bishop · e5 black king · b4 white queen · h4 white queen · a3 white knight · f3 white queen · a2 white king · d2 white queen · g1 white queen | b8 white bishop · d8 white queen · f8 white queen · c7 white rook · a6 black pawn · b6 white queen · g6 white queen · h6 white knight · a5 white rook · b5 white bishop · e5 black king · b4 white queen · h4 white queen · a3 white knight · f3 white queen · a2 white king · d2 white queen · g1 white queen | b8 white bishop · d8 white queen · f8 white queen · c7 white rook · a6 black pawn · b6 white queen · g6 white queen · h6 white knight · a5 white rook · b5 white bishop · e5 black king · b4 white queen · h4 white queen · a3 white knight · f3 white queen · a2 white king · d2 white queen · g1 white queen | b8 white bishop · d8 white queen · f8 white queen · c7 white rook · a6 black pawn · b6 white queen · g6 white queen · h6 white knight · a5 white rook · b5 white bishop · e5 black king · b4 white queen · h4 white queen · a3 white knight · f3 white queen · a2 white king · d2 white queen · g1 white queen | b8 white bishop · d8 white queen · f8 white queen · c7 white rook · a6 black pawn · b6 white queen · g6 white queen · h6 white knight · a5 white rook · b5 white bishop · e5 black king · b4 white queen · h4 white queen · a3 white knight · f3 white queen · a2 white king · d2 white queen · g1 white queen | 4 |
| 3 | b8 white bishop · d8 white queen · f8 white queen · c7 white rook · a6 black pawn · b6 white queen · g6 white queen · h6 white knight · a5 white rook · b5 white bishop · e5 black king · b4 white queen · h4 white queen · a3 white knight · f3 white queen · a2 white king · d2 white queen · g1 white queen | b8 white bishop · d8 white queen · f8 white queen · c7 white rook · a6 black pawn · b6 white queen · g6 white queen · h6 white knight · a5 white rook · b5 white bishop · e5 black king · b4 white queen · h4 white queen · a3 white knight · f3 white queen · a2 white king · d2 white queen · g1 white queen | b8 white bishop · d8 white queen · f8 white queen · c7 white rook · a6 black pawn · b6 white queen · g6 white queen · h6 white knight · a5 white rook · b5 white bishop · e5 black king · b4 white queen · h4 white queen · a3 white knight · f3 white queen · a2 white king · d2 white queen · g1 white queen | b8 white bishop · d8 white queen · f8 white queen · c7 white rook · a6 black pawn · b6 white queen · g6 white queen · h6 white knight · a5 white rook · b5 white bishop · e5 black king · b4 white queen · h4 white queen · a3 white knight · f3 white queen · a2 white king · d2 white queen · g1 white queen | b8 white bishop · d8 white queen · f8 white queen · c7 white rook · a6 black pawn · b6 white queen · g6 white queen · h6 white knight · a5 white rook · b5 white bishop · e5 black king · b4 white queen · h4 white queen · a3 white knight · f3 white queen · a2 white king · d2 white queen · g1 white queen | b8 white bishop · d8 white queen · f8 white queen · c7 white rook · a6 black pawn · b6 white queen · g6 white queen · h6 white knight · a5 white rook · b5 white bishop · e5 black king · b4 white queen · h4 white queen · a3 white knight · f3 white queen · a2 white king · d2 white queen · g1 white queen | b8 white bishop · d8 white queen · f8 white queen · c7 white rook · a6 black pawn · b6 white queen · g6 white queen · h6 white knight · a5 white rook · b5 white bishop · e5 black king · b4 white queen · h4 white queen · a3 white knight · f3 white queen · a2 white king · d2 white queen · g1 white queen | b8 white bishop · d8 white queen · f8 white queen · c7 white rook · a6 black pawn · b6 white queen · g6 white queen · h6 white knight · a5 white rook · b5 white bishop · e5 black king · b4 white queen · h4 white queen · a3 white knight · f3 white queen · a2 white king · d2 white queen · g1 white queen | 3 |
| 2 | b8 white bishop · d8 white queen · f8 white queen · c7 white rook · a6 black pawn · b6 white queen · g6 white queen · h6 white knight · a5 white rook · b5 white bishop · e5 black king · b4 white queen · h4 white queen · a3 white knight · f3 white queen · a2 white king · d2 white queen · g1 white queen | b8 white bishop · d8 white queen · f8 white queen · c7 white rook · a6 black pawn · b6 white queen · g6 white queen · h6 white knight · a5 white rook · b5 white bishop · e5 black king · b4 white queen · h4 white queen · a3 white knight · f3 white queen · a2 white king · d2 white queen · g1 white queen | b8 white bishop · d8 white queen · f8 white queen · c7 white rook · a6 black pawn · b6 white queen · g6 white queen · h6 white knight · a5 white rook · b5 white bishop · e5 black king · b4 white queen · h4 white queen · a3 white knight · f3 white queen · a2 white king · d2 white queen · g1 white queen | b8 white bishop · d8 white queen · f8 white queen · c7 white rook · a6 black pawn · b6 white queen · g6 white queen · h6 white knight · a5 white rook · b5 white bishop · e5 black king · b4 white queen · h4 white queen · a3 white knight · f3 white queen · a2 white king · d2 white queen · g1 white queen | b8 white bishop · d8 white queen · f8 white queen · c7 white rook · a6 black pawn · b6 white queen · g6 white queen · h6 white knight · a5 white rook · b5 white bishop · e5 black king · b4 white queen · h4 white queen · a3 white knight · f3 white queen · a2 white king · d2 white queen · g1 white queen | b8 white bishop · d8 white queen · f8 white queen · c7 white rook · a6 black pawn · b6 white queen · g6 white queen · h6 white knight · a5 white rook · b5 white bishop · e5 black king · b4 white queen · h4 white queen · a3 white knight · f3 white queen · a2 white king · d2 white queen · g1 white queen | b8 white bishop · d8 white queen · f8 white queen · c7 white rook · a6 black pawn · b6 white queen · g6 white queen · h6 white knight · a5 white rook · b5 white bishop · e5 black king · b4 white queen · h4 white queen · a3 white knight · f3 white queen · a2 white king · d2 white queen · g1 white queen | b8 white bishop · d8 white queen · f8 white queen · c7 white rook · a6 black pawn · b6 white queen · g6 white queen · h6 white knight · a5 white rook · b5 white bishop · e5 black king · b4 white queen · h4 white queen · a3 white knight · f3 white queen · a2 white king · d2 white queen · g1 white queen | 2 |
| 1 | b8 white bishop · d8 white queen · f8 white queen · c7 white rook · a6 black pawn · b6 white queen · g6 white queen · h6 white knight · a5 white rook · b5 white bishop · e5 black king · b4 white queen · h4 white queen · a3 white knight · f3 white queen · a2 white king · d2 white queen · g1 white queen | b8 white bishop · d8 white queen · f8 white queen · c7 white rook · a6 black pawn · b6 white queen · g6 white queen · h6 white knight · a5 white rook · b5 white bishop · e5 black king · b4 white queen · h4 white queen · a3 white knight · f3 white queen · a2 white king · d2 white queen · g1 white queen | b8 white bishop · d8 white queen · f8 white queen · c7 white rook · a6 black pawn · b6 white queen · g6 white queen · h6 white knight · a5 white rook · b5 white bishop · e5 black king · b4 white queen · h4 white queen · a3 white knight · f3 white queen · a2 white king · d2 white queen · g1 white queen | b8 white bishop · d8 white queen · f8 white queen · c7 white rook · a6 black pawn · b6 white queen · g6 white queen · h6 white knight · a5 white rook · b5 white bishop · e5 black king · b4 white queen · h4 white queen · a3 white knight · f3 white queen · a2 white king · d2 white queen · g1 white queen | b8 white bishop · d8 white queen · f8 white queen · c7 white rook · a6 black pawn · b6 white queen · g6 white queen · h6 white knight · a5 white rook · b5 white bishop · e5 black king · b4 white queen · h4 white queen · a3 white knight · f3 white queen · a2 white king · d2 white queen · g1 white queen | b8 white bishop · d8 white queen · f8 white queen · c7 white rook · a6 black pawn · b6 white queen · g6 white queen · h6 white knight · a5 white rook · b5 white bishop · e5 black king · b4 white queen · h4 white queen · a3 white knight · f3 white queen · a2 white king · d2 white queen · g1 white queen | b8 white bishop · d8 white queen · f8 white queen · c7 white rook · a6 black pawn · b6 white queen · g6 white queen · h6 white knight · a5 white rook · b5 white bishop · e5 black king · b4 white queen · h4 white queen · a3 white knight · f3 white queen · a2 white king · d2 white queen · g1 white queen | b8 white bishop · d8 white queen · f8 white queen · c7 white rook · a6 black pawn · b6 white queen · g6 white queen · h6 white knight · a5 white rook · b5 white bishop · e5 black king · b4 white queen · h4 white queen · a3 white knight · f3 white queen · a2 white king · d2 white queen · g1 white queen | 1 |
|   | a | b | c | d | e | f | g | h |   |

Vrste problema po broju figura
- minijature: U problemskom šahu su problemi s maksimalno 7 figura na šahovnici.
- Meredith-problemi: Šahovski problemi koji imaju od 8 do najviše 12 figura na šahovnici.
- minimalist: Šahovski problem u kojemu bijela strana uz kralja ima još samo jednu figuru na šahovnici.

Za spomenuti je, da se problemi tipa samomat i pomoćni mat, pored ortodoksnih, redovito nalaze i na programu državnih i svjetskih prvenstava u rješavanju šahovskih problema.

## Naslovi
Naslove mogu stjecati i sastavljači (kompozitori) i rješavači. Naslovi imaju iste nazive kao i u šahu (fide majstor, međunarodni majstor i velemajstor). Najviši naslovi su: velemajstor šahovske kompozicije i velemajstor u rješavanju šahovskih problema.
U kompoziciji, naslovi se osvajaju ostvarivanjem određenog broja bodova u FIDE albumu. U FIDE album ulaze samo (najčešće) problemi koji zadovoljavaju stroge kriterije originalnosti i kvalitete. Za osvajanje titule velemajstora šahovske kompozicije autor treba imati 70 (u slučaju studija, nešto manje) problema u FIDE albumu.

U rješavanju, titule se osvajaju slično kao u šahu: osvajanjem normi i postizanjem određenog rejtinga. Za osvajanje titule velemajstora u rješavanju potrebno je osvojiti tri velemajstorske norme i postići rejting od 2600.  Za osvajanje norme,  rješavač mora na turniru postići performans rejting od 2650 i biti rangiran ne niže od ukupnog broja rješavača s rejtingom od 2550 ili više. Računanje rejtinga je slično kao u šahu.

## Problemski šah i računala
Postoje neki računalni programi za rješavanje šahovskih problema; najpoznatiji su Popeye, Alybadih, Chloe, Problemiste i MatPlus Librarian.

## Natjecanja
Održavaju se pojedinačna i ekipna Svjetska i Europska prvenstva odvojeno za kompozitore i rješavače. Sustav natjecanja za rješavače: Rješava se 6 grupa problema – dvopotezi, tropotezi, studije, pomoćni matovi, višepotezi i samomatovi. U svakoj grupi rješavaju se tri problema, i to u vremenu prilagođenom toj grupi. Na europskom i svjetskom prvenstvu za rješavače, osim glavnog turnira, uobičajeno se odvijaju i uvodni otvoreni turnir (open) te turnir u brzom rješavanju. Na openu se rješava ukupno 12 problema u vremenu od 3 sata. Na turniru u brzom rješavanju rješavač ima minutu ili dvije za rješavanje problema.
Svake godine se tradicionalno održava Svjetsko rješavačko natjecanje (International Solving Contest - ISC). ISC se istovremeno održava po cijelom svijetu, a svaka zemlja ima svog lokalnog kontrolora, koji probleme za turnir dobiva od centralnih kontrolora. Natjecanje ima dvije kategorije –  open (bez ikakvih uvjeta) i druga za početnike u rješavanju.

## Problemski šah u Hrvatskoj
Prvi šahovski problem u hrvatskom tisku objavljen je 1844. u karlovačkom časopisu Pilger. Prva šahovska rubrika počela je izlaziti 1875. u tjedniku Hrvatska lipa. Prva šahovska knjiga tiskana je 1909. Bila je to Šahovska abeceda Izidora Grossa.
Nenad Petrović je prvi hrvatski velemajstor šahovskih problema (1976.). Pokrenuo je 1951. časopis Problem, a 1952. postao je službeno glasilo Stalne komisije FIDE za problemski šah (FIDE-PCCC); ugašen 1981.
Nenad Petrović je bio jedan od najuglednijih svjetskih problemista. Velemajstor problemskog šaha, dobitnih brojnih nagrada u natjecanjima u sastavljanju problema, svjetski prvak u rješavanju problema 1947., 1965. i 1974. Hrvoje Bartolović je također bio svjetski prvak u rješavanju problema a 1965. je bio i svjetski prvak u komponiranju dvopoteza.
Poznati je hrvatski šahist, s kraja 19. st. koji je objavio i knjigu o problemima Slavko Wolf te šahist Josip Plahuta. Poznati sastavljač šahovskih problema bio je Gjuro Szabo.
U Hrvatskoj djeluju tri udruge problemskog šaha: Hrvatska udruga problemskih šahista, Udruga šahovskih problemista te Društvo za šahovsku kompoziciju i zagonetaštvo.

## Vanjske poveznice
- Javna baza šahovskih problema - YACPDB
- Javna baza šahovskih problema - PDB-server
- lista problemista prema bodovima u FIDE albumu 1914-danas
- Udruga šahovskih problemista  Arhivirana inačica izvorne stranice od 20. prosinca 2016. (Wayback Machine)
- Chess Tactics Server  Arhivirana inačica izvorne stranice od 8. travnja 2006. (Wayback Machine) S 36863 šahovska problema